# Ritratto di Emilie Louise Flöge
Il Ritratto di Emilie Louise Flöge  è un dipinto dell'artista austriaco Gustav Klimt.

## Descrizione

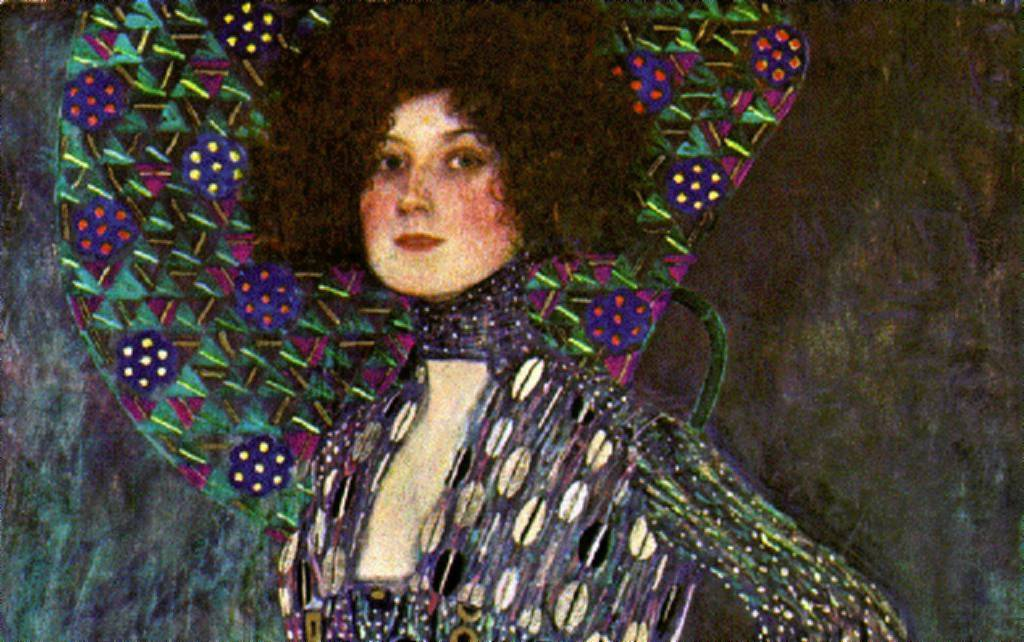
Particolare del dipinto in cui è evidente l'influenza bizzantina.

Ritratto del 1902 in pieno stile “periodo aureo” dove l'oro e il linearismo contraddistinguono la tela. Non mancano anche forti elementi di Art Nouveau.
Il soggetto è dipinto in piedi, di tre quarti, in una «posa formale», in cui la delicatezza del viso e in contrasto con lo sguardo intenso e la folta capigliatura scura. 
La modella indossa un vestito blu cosparso di figure geometriche circolari di color oro, che ricorda molto sia le maioliche ed i mosaici, che le creazioni della stessa Flöge. 
Lo sfondo bidimensionale è diviso in tre parti diverse. Intorno al capo della modella compare quasi un lembo di stoffa, a motivi floreali stilizzati, che sembra ricordare la passione lavorativa della donna; i due scomparti inferiori sono di un blu scuro che sfuma scendendo in un grigio marone. La piattezza generale dello sfondo valorizza maggiormente la figura femminile.

## Galleria d'immagini
Gustav Klimt dipinse molte volte Emilie Flöge durante la sua carriera artistica. Ella sembra essere, anche, la figura femminile del Il Bacio, il celebre manifesto artistico dell'arte secessionista viennese

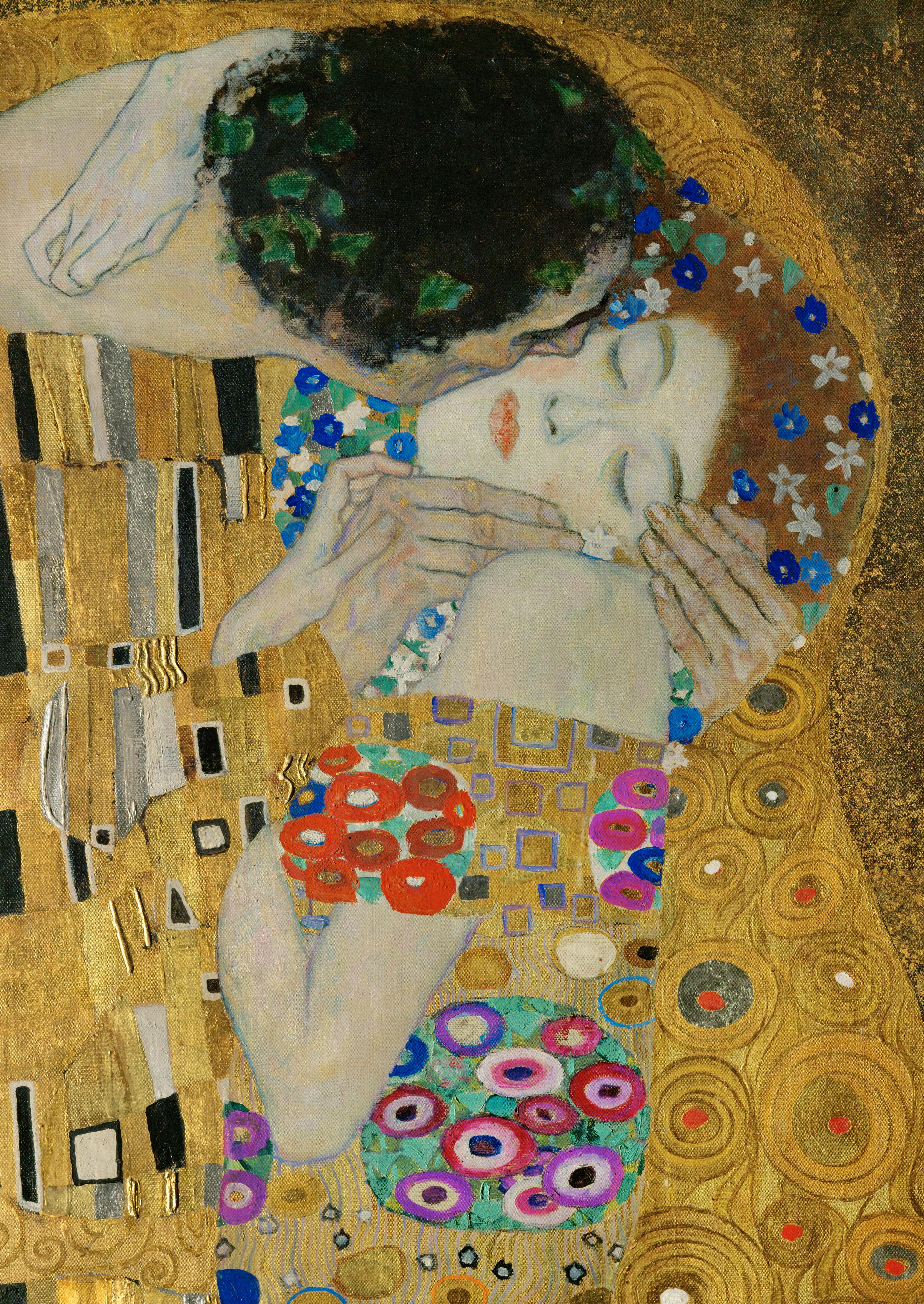
Dettaglio de "Il bacio", 1907/08.
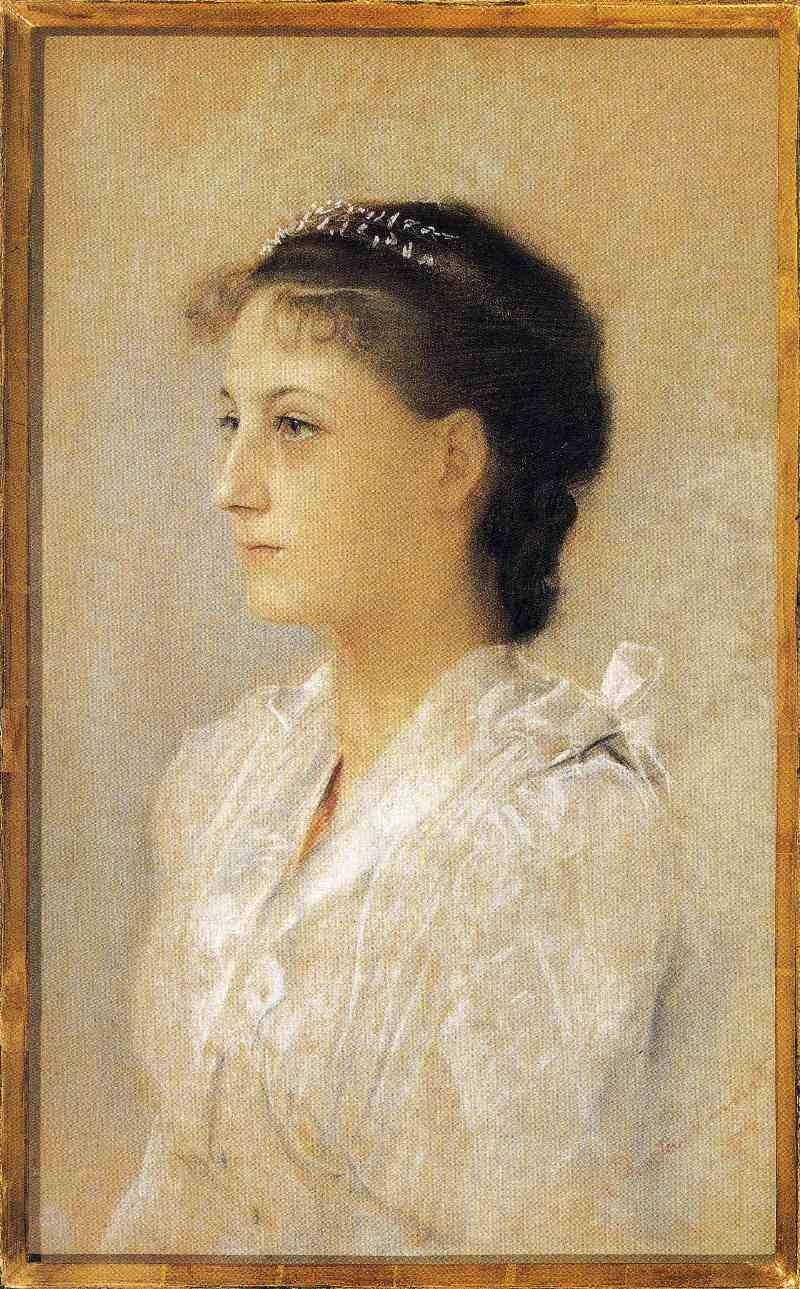
Ritratto di Emilie realizzato da Klimt nel 1891.
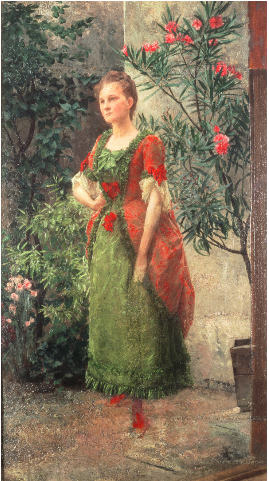
Ritratto di Emilie realizzato da Klimt nel 1894.